# Les Menuires
Les Menuires (ook geschreven als Les Ménuires) is een wintersportgebied en skidorp in de Franse Alpen. Het ligt net zoals het hoger gelegen Val Thorens in de gemeente Les Belleville in het departement Savoie. Samen met onder andere Méribel en Courchevel maakt het deel uit van Les 3 Vallées, een van 's werelds grootste wintersportgebieden. Les Menuires werd ontwikkeld vanaf de jaren 1960. Het skidorp bestaat uit verschillende wijken, verspreid over een afstand van wel twee kilometer op de rechteroever van de Doron de Belleville, tussen 1700 en 2020 meter boven het zeeniveau.

## Geografie
Les Menuires ligt in het Belleville-dal, gevormd door de Doron de Belleville. Zo'n 5 kilometer stroomopwaarts ligt Val Thorens. Stroomafwaarts liggen tal van gehuchten, alsook de hoofdplaats van de fusiegemeente Les Belleville, Saint-Martin-de-Belleville. Les Menuires wordt ontsloten door de D117 van Moûtiers naar Val Thorens.
Het skidorp strekt zich uit van 1700 meter tot 2020 meter boven het zeeniveau. Doordat het hele dorp op de bergflank is gebouwd, en niet op een plateau of in een dal, volgt de bebouwing de hoogtelijnen en is ze erg verspreid. Les Menuires heeft dan ook geen klassiek dorpscentrum.
Het dorp wordt officieel ingedeeld in 5 wijken. La Croisette vormt het centrum. Preyerand ligt er ten noordwesten ervan, Les Fontanettes ten zuiden. De grote wijk Grand Reberty strekt zich uit langs haarspeldbochten ten zuidoosten van La Croisette, en Les Bruyères ligt aan de voet van Reberty, ten zuiden van Les Fontanettes.

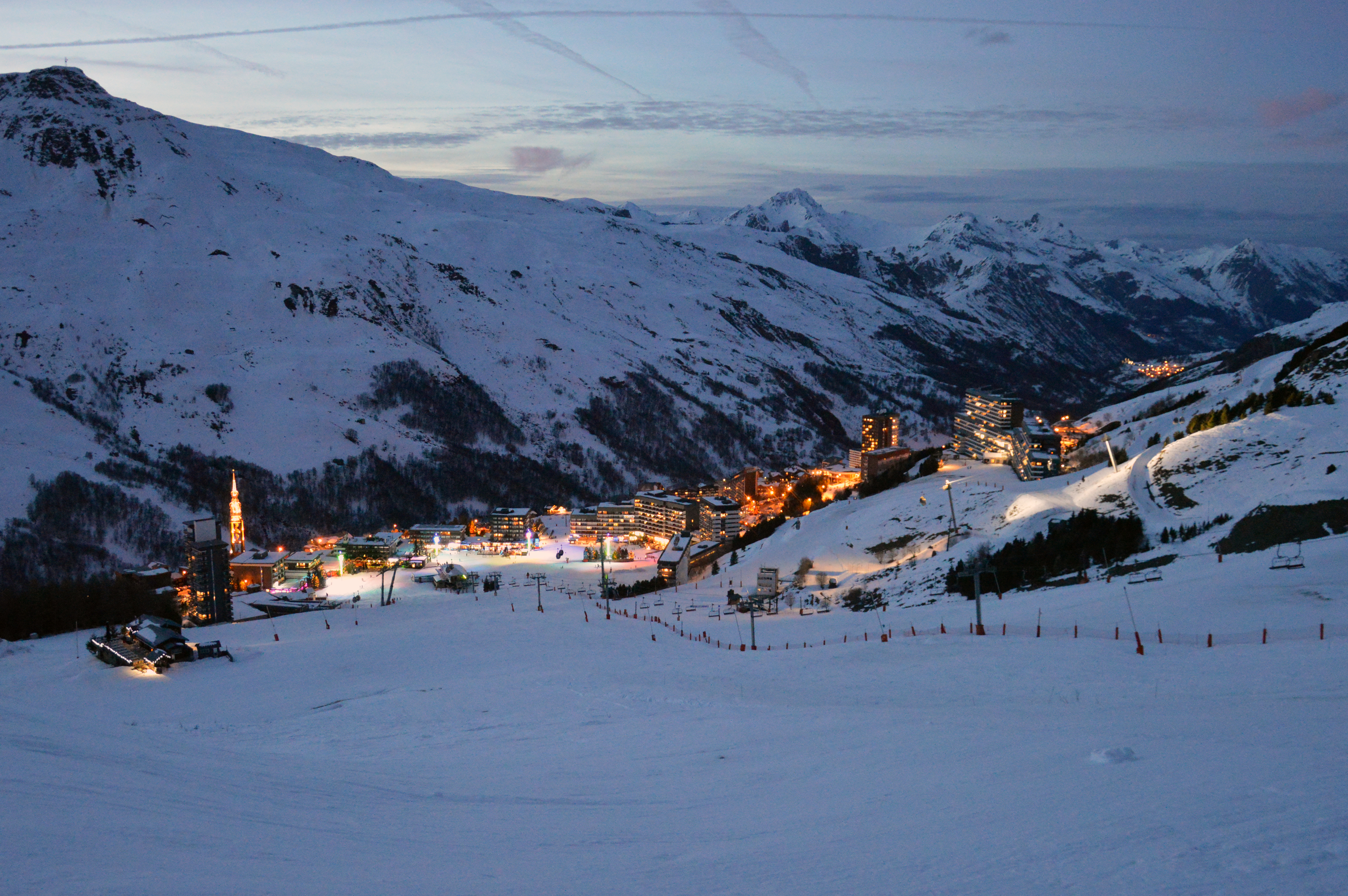
La Croisette
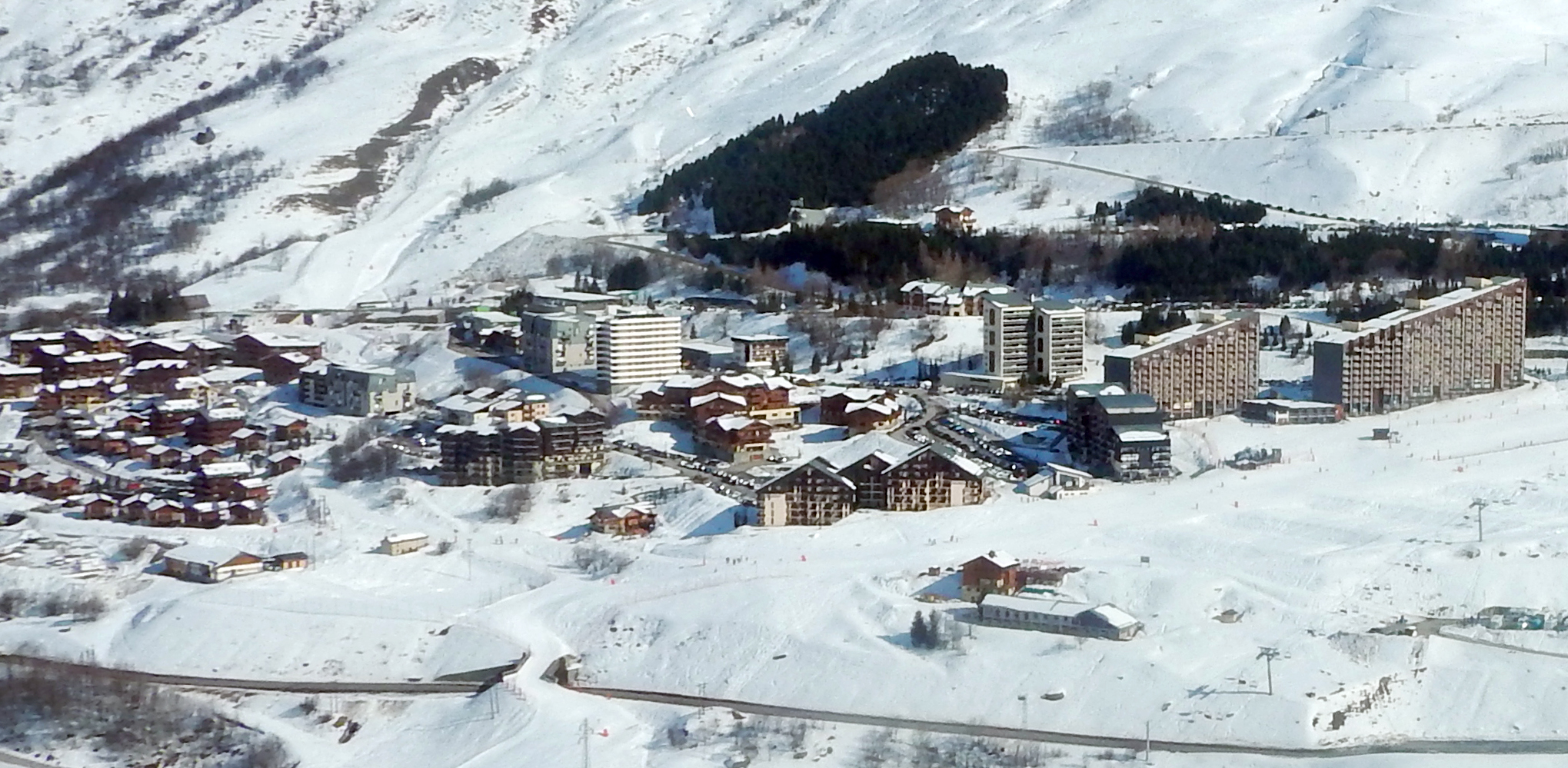
Preyerand
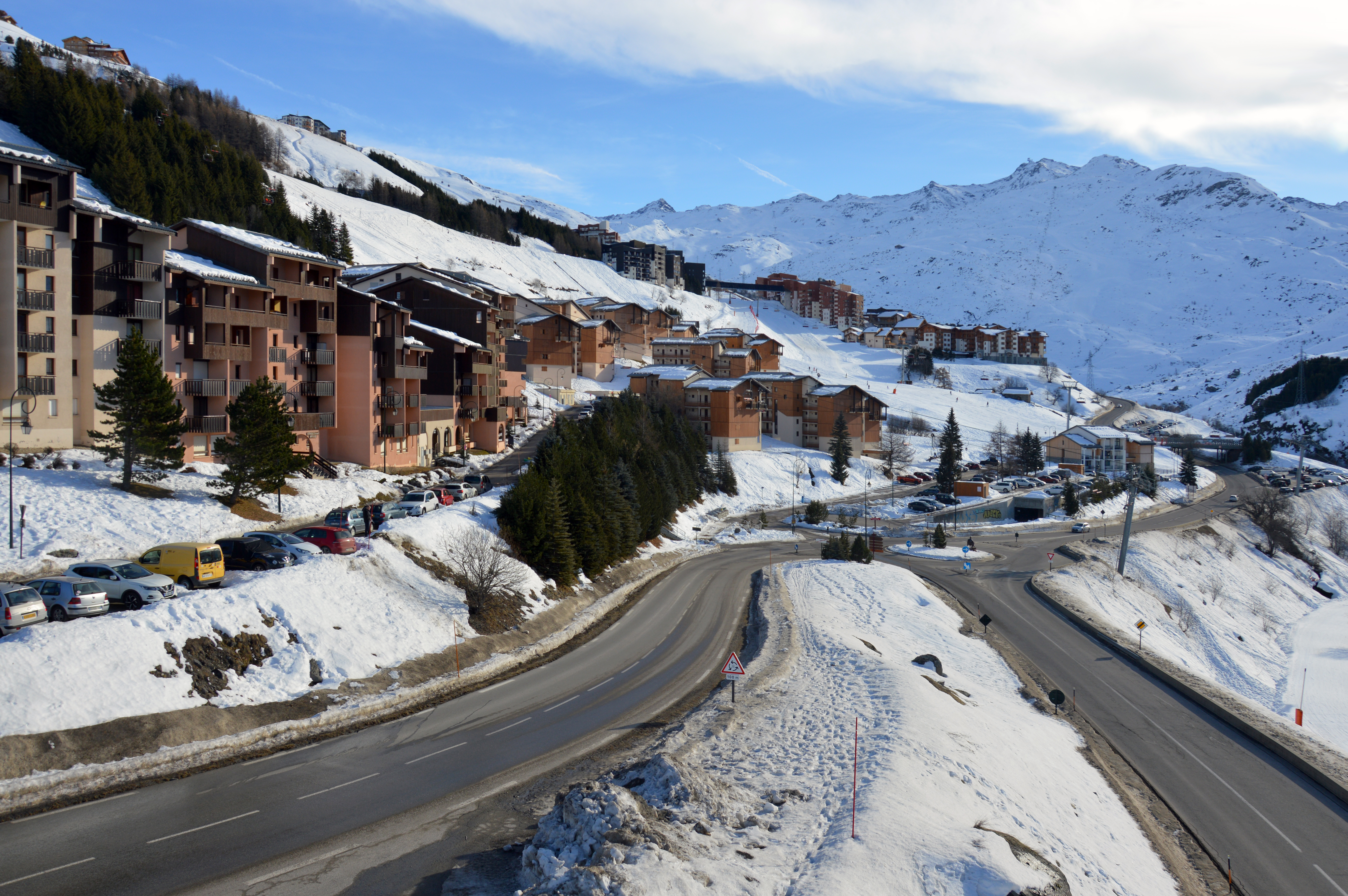
Les Fontanettes
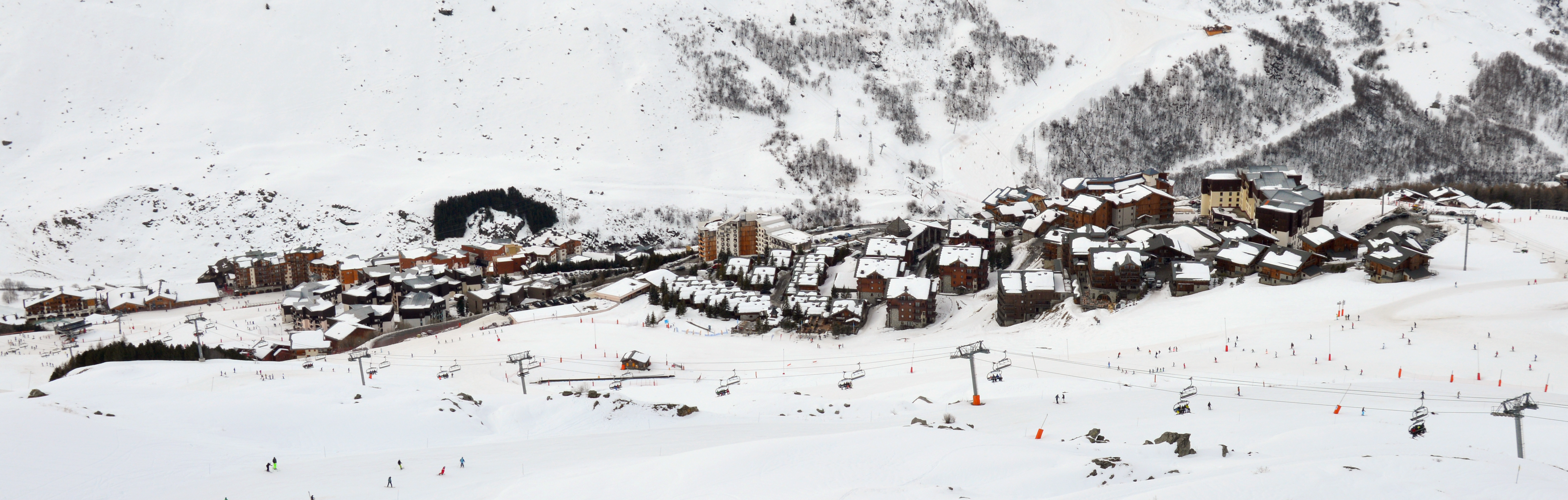
Grand Reberty
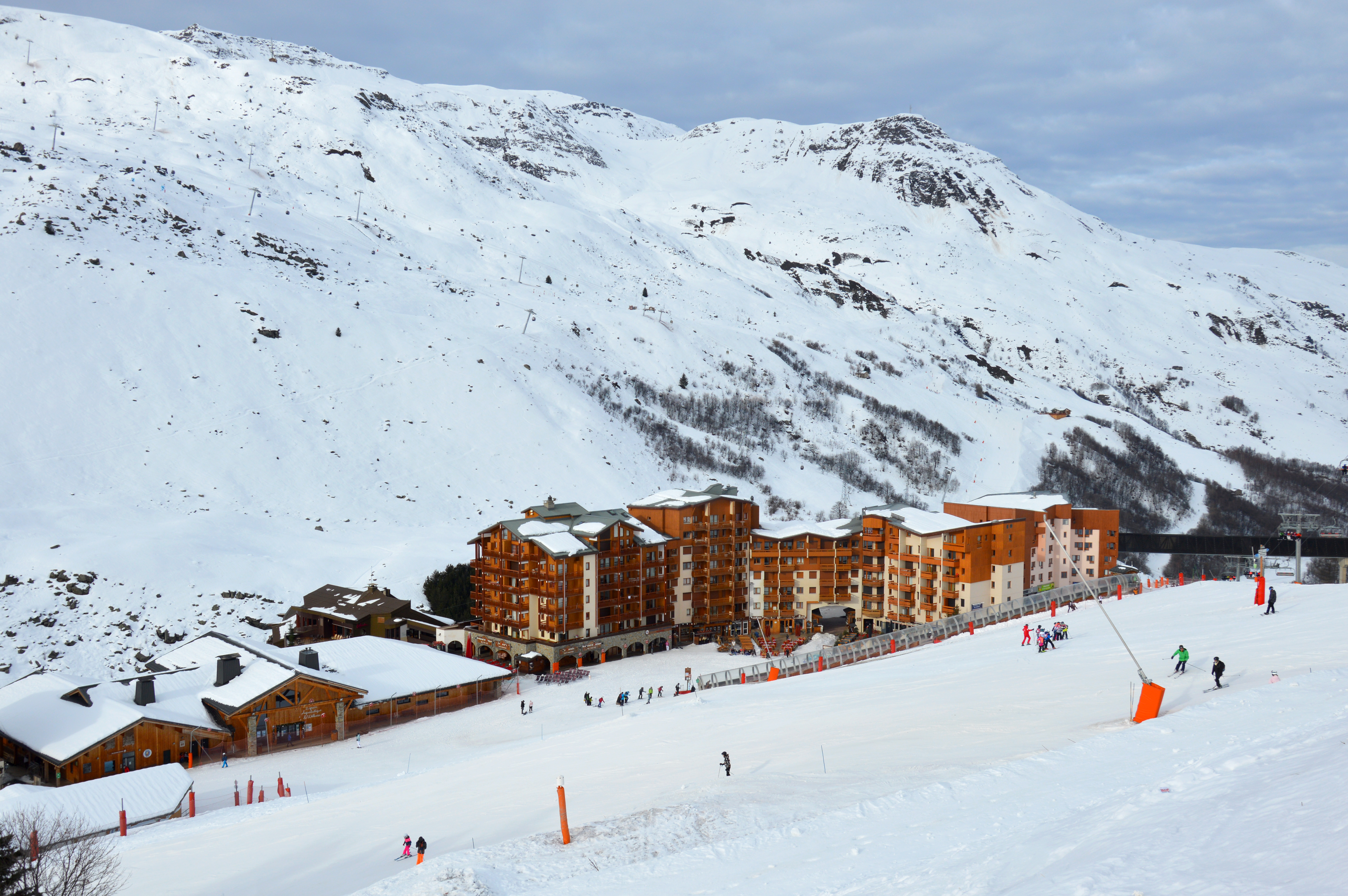
Les Bruyères

## Wintersport
De Vallée des Bellevilles, de Vallée de Méribel en de Vallée de Courchevel vormen samen het grootste aaneengesloten skigebied ter wereld. De totale pistelengte bedraagt meer dan 600 km. De pistes en de liften worden in Les Menuires onderhouden en beheerd door de firma Sevabel.
Het winterseizoen duurt van december tot en met april en is sneeuwzeker. De hoogste bergen van het deelgebied Les Menuires zijn de Mont de la Chambre (2850 m) en Pointe de la Masse (2804 m). 